# Centropomus undecimalis
El róbalo común o róbalo blanco es la especie Centropomus undecimalis, un pez marino y de agua dulce de la familia centropómidos, distribuido por el mar Caribe, el Golfo de México y la costa este del océano Atlántico desde Florida hasta Brasil.
Es conocido en el Oriente de Venezuela con el nombre de tonquicha cuando es de pequeño tamaño.

## Importancia para el hombre
Su pesca tiene gran importancia comercial, siendo frecuente su presencia en los mercados por su excelente carne, aunque su precio resulta ser bajo. También ha sido cultivado en acuicultura, así como también es buscado en pesca deportiva por el gran tamaño de algunos ejemplares.

## Anatomía
La longitud máxima descrita que suelen alcanzar es de unos 50 cm, aunque se han descrito capturas de hasta 140 cm, llegan a pesar hasta 15 kilogramos. El color del cuerpo es muy claro, con una característica línea lateral de color negro. Tienen en la aleta dorsal 8 a 9 espinas y 10 radios blandos, mientras que en la aleta anal tiene 3 espinas y 6 radios blandos.

## Hábitat y biología
Viven en el mar en aguas tropicales cálidas de poca profundidad asociados a arrecifes, aunque es una especie anfídroma que también habita los ríos y estuarios, Son depredadores de todo tipo de peces y crustáceos.